# Michel Roux
Michel Roux (Charolles, 19 aprile 1941 – Bray, 11 marzo 2020) è stato un cuoco francese.
Attivo anche nel Regno Unito, insieme a suo fratello Albert, aprì Le Gavroche, che in seguito divenne il primo ristorante con tre stelle Michelin in Gran Bretagna, e The Waterside Inn, che fu il primo ristorante fuori dalla Francia a detenere tre stelle per un periodo di 25 anni.

## Biografia
Nel 1967 i fratelli aprirono il loro primo ristorante, Le Gavroche in Lower Sloane Street a Londra.  Alla cerimonia di apertura hanno partecipato celebrità come Charlie Chaplin e Ava Gardner.  Nel 1972 i fratelli aprirono un secondo ristorante, il Waterside Inn, a Bray, nel Berkshire e lanciarono un'attività di ristorazione. e di catering.
Nel 1974, quando le stelle Michelin furono premiate per la prima volta nel Regno Unito, Le Gavroche e il Waterside Inn vinsero entrambi una stella, e quando un numero di ristoranti vinse due stelle Michelin per la prima volta nel 1977, entrambi i ristoranti Roux erano tra questi.  Le Gavroche si trasferì in una nuova sede a Mayfair nel 1982 e nello stesso anno divenne il primo ristorante nel Regno Unito a ricevere tre stelle Michelin.  La stessa valutazione per il Waterside Inn è seguita nel 1985, ma Le Gavroche è tornata a due stelle nel 1993 e non ha riguadagnato il livello a tre stelle.  Nel 2010, il Waterside Inn è diventato il primo ristorante fuori dalla Francia a detenere tre stelle Michelin per un periodo di 25 anni.

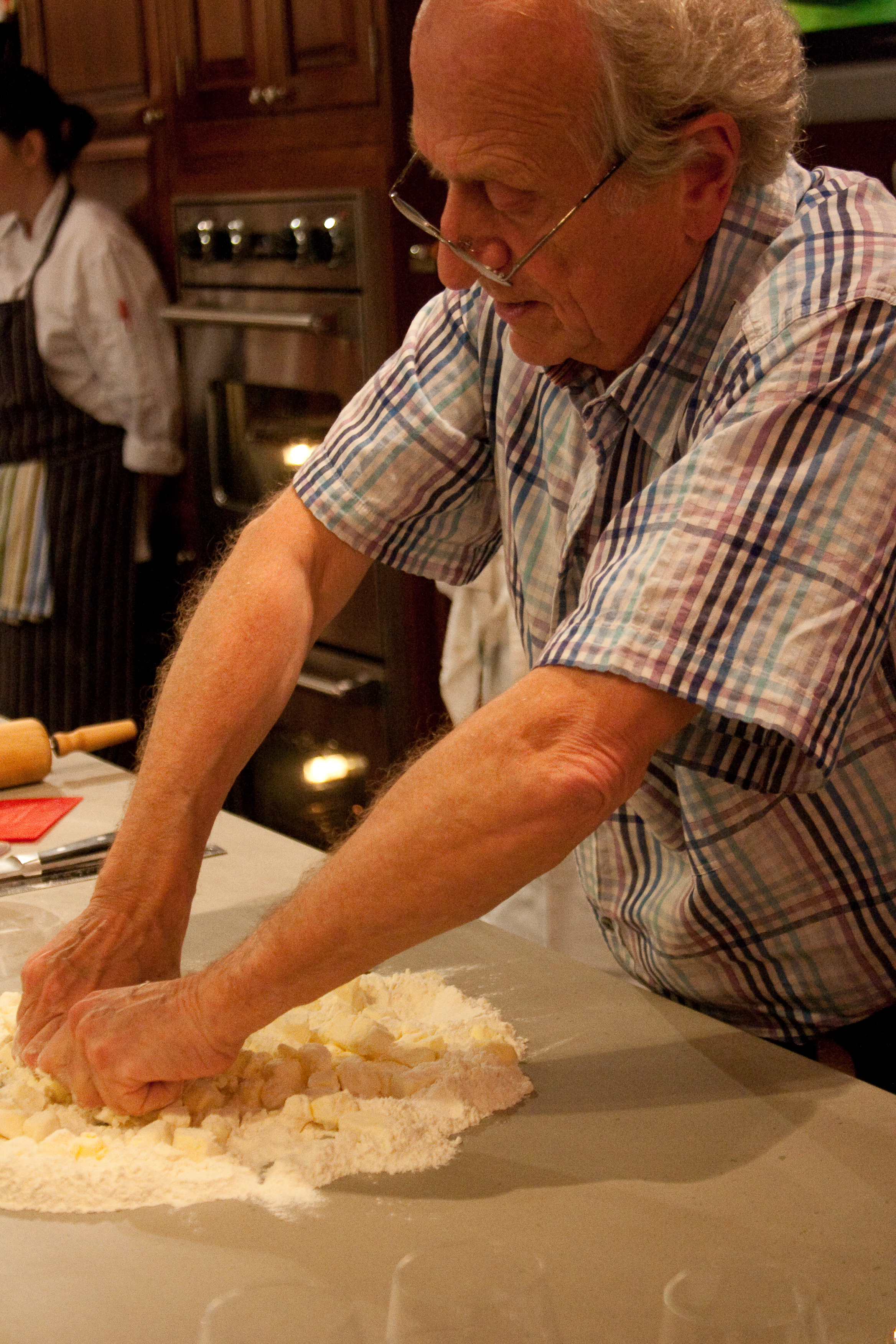
Michel Roux mentre fa la pasta

Michel Roux ha fondato la Roux Brothers Scholarship insieme a suo fratello Albert nel 1984, e ha lavorato come consulente per aziende quali British Airways e Celebrity Cruises. 
Dopo che suo fratello divise la società nel 1986, Roux si prese il Waterside Inn, che diede in gestione a suo figlio, Alain, nel 2002. Rimase un attivo scrittore di libri di cucina e fece molte apparizioni in programmi televisivi come Saturday Kitchen, MasterChef, e nella serie incentrata sulla sua famiglia, The Roux Legacy, e sul programma Woman's Hour della BBC Radio 4..
Morì l'11 marzo 2020 all'età di 78 anni a seguito di una fibrosi polmonare idiopatica nella sua casa a Bray.

## Eredità
Molti cuochi famosi come Gordon Ramsay, Marco Pierre White e Pierre Koffmann hanno imparato da uno dei due fratelli Roux. Michel riteneva nel 2010 che "Metà dei detentori di stelle Michelin nel Regno Unito provengono dalla sua cucina o da quella di suo fratello". 
Roux è stato premiato Meilleur Ouvrier de France in pasticceria nel 1976. Fu membro di diversi ordini in Francia. Nel 1987, è stato insignito dell'Ordine nazionale al merito col titolo di Cavaliere, dell'Ordine al merito agricolo. Nel 1990 diventa cavaliere dell'Ordine delle arti e delle lettere, e nel 2004 della Legion d'onore.